# Formica pruinosa
Formica pruinosa é uma espécie de formiga do gênero Formica, pertencente à subfamília Formicinae.